# 외국어로서의 한국어
외국어로서의 한국어는 외국어로서의 한국어 교육의 역사와 현재를 기재한 문서이다.

## 개요
2021년 10월~2022년 1월 세종학당 학습자 상대 온라인 조사 결과, 전체 응답자 1만 284명 중 성별 분포는 여성 8,648명(84.1%), 남성 1,636명(15.9%)이었으며, 학습자 연령 분포는 20대 57.0%, 이어 10대 18.5%, 30대 16.0% 등이었다. 한국어 학습 목적으로는 한국 유학 30.4%, 한국 문화에 대한 관심 23.1%, 한국 기업 근무나 취업 17.6%  등 순이었다.
| 세종학당 개요 | 세종학당 개요 | 세종학당 개요   | 세종학당 개요  | 세종학당 개요 |
| 년도          | 수강자 수     | 재단 예산       | 규모           | 각주          |
| 년도          | 오프라인      | 재단 예산       | 규모           | 각주          |
| ------------- | ------------- | --------------- | -------------- | ------------- |
| 2007년        | 740명         |                 | 3개국 13개소   |               |
| 2008년        | 2,906명       |                 |                | [ 2 ]         |
| 2009년        | 4,301명       |                 |                | [ 2 ]         |
| 2010년        | 6,016명       |                 |                | [ 2 ]         |
| 2011년        | 9,348명       |                 |                |               |
| 2012년        | 28,793명      | 54억 3,400만원  | 43개국 90개소  | [ 3 ] [ 4 ]   |
| 2013년        | 약 36,000명   | 약 91억원       | 51개국 120개소 | [ 5 ]         |
| 2014년        | 44,146명      |                 |                |               |
| 2015년        |               |                 |                |               |
| 2016년        |               |                 |                |               |
| 2017년        |               |                 | 58개국 171개소 | [ 6 ]         |
| 2018년        | 61,810명      |                 |                | [ 6 ]         |
| 2019년        | 72,713명      |                 | 60개국 180개소 | [ 6 ]         |
| 2020년        | 76,528명      |                 | 76개국 117개소 | [ 6 ]         |
| 2021년        | 81,476명      |                 | 82개국 234개소 | [ 1 ]         |
| 2022년        | 117,636명     | 541억 9,000만원 | 82개국 234개소 | [ 7 ]         |
| 2023년        | 127,894명     | 572억 500만원   | 85개국 248개소 | [ 7 ] [ 8 ]   |

## 아메리카

### 미국
미국의 현대언어협회(MLA)가 2024년 발표한 「2021년 가을 미국 고등교육기관의 비영어 강좌 등록 현황 보고서」에 따르면, 미국 대학의 외국어 수업 등록자 수는 2016~2021년 사이에 16.6% 감소하였다. 하지만 수강생 수 상위 15개 언어 중 한국어를 포함한 총 3개 언어는 수강생 수가 증가하였다.

## 아시아

### 몽골
1991년, 몽골 최초의 한국어과가 몽골국립대학교에서 개설되었다. 2024년 기준, 몽골국립대는 한국학과에 한국학·한국어·통번역 과목을 열어 가르치고 있다.

## 유럽

### 프랑스
프랑스에서 한국어반이 개설된 초·중·고교는 2018년 17개교(정규 수업 15개교)에서 2022년 60개교(정규 수업 25개교)로 3.5배 증가하였으며, 학생 수 또한 631명에서 1,800명으로 2.9배 늘었다.

## 아프리카

### 이집트
2005년 9월, 이집트의 명문 아인샴스 대학교에 한국어과가 중동 지역 대학 중 최초로 개설되었다.

## 정부 정책
2008년, 한글의 국제 경쟁력 제고 방안을 찾아보라는 이명박 대통령의 지시에 따라 부처 간 협의를 통해 만들어진 「한국어 보급 확대 및 세계화 방안」을 기반으로 세종학당이 설립되었다.
2012년, 세종학당의 체계적인 관리·지원과 해외 한국어 교육과 한국 문화 보급 사업 총괄을 위하여 문화체육관광부 산하 기관 세종학당재단이 출범하였다.
2023년 기준, 세종학당재단은 지난해 기준 85개국에서 세종학당 248곳을 운영하고 있다.